# Никол Пашинян
Никол Пашинян (на арменски: ‌Նիկոլ Փաշինյան) е арменски политик, настоящ министър-председател на Армения от 8 май 2018 г. 

## Биография
Роден е на 1 юни 1975 г. в Иджеван, Армения.

## Ранни години
Завършва местно училище №1 през 1991 г. и встъпва в журналистическия отдел на Филологическия факултет на Държавния университет в Ереван. Четири години по-късно той е изгонен от университета за политически дейности. От 1993 до 1994 г. е кореспондент на вестник „Drutun“. От 1994 до 1997 г. е кореспондент на вестниците „Лъгир“, „Лъгир-или“ и „Молорак“. Той е координатор на избирателния щаб на Ашот Блейан на президентските избори през 1998 г. През 1998 г. основава и става главен редактор на вестник „Oragir“.
На 3 май 2018 г. Никол Пашинян е номиниран за поста на министър-председател на Армения, в резултат на което е избран за този пост.

## Възгледи
Пашинян заявява, че Армения се присъединява към Евроазиатския икономически съюз (ЕОАЕ) „не доброволно, а принудително“. Той описва отношенията между Русия и Армения като „връзката между говорещия и слушателя“.
По отношение на конфликта в Карабах Пашинян подкрепя присъствието на Нагорни Карабах във всякакви преговори относно тази територия.

## Семейство
Той е женен, има три дъщери и един син. Съпругата му – Анна Хакобиан е главен редактор на вестник „Хайкакан Заханак“